# Faro Holandés (Los Roques)
El Faro Holandés es el nombre que recibe un antiguo faro ubicado en una montaña de la isla venezolana de Gran Roque, en el Archipiélago Los Roques, una de las Dependencias Federales de Venezuela. 
El Faro Holandés fue construido por el gobierno venezolano en 1874, siendo encomendado al neerlandés de Bonaire, Cornelius Luis Boyé en 1864 quien no lo concluyó, siendo finalizado en 1874 por el propio gobierno. El faro fue hecho de piedra de coral y piedra caliza, y trabajaba con un sistema de iluminación de carburo. En 2018, debido a su avanzado estado de ruina, fue restaurado. 
La mejor manera de llegar es caminar desde el Cerro El Calvario (hay un pequeño sendero señalizado con conchas marinas) y luego volver al pueblo del Gran Roque, siguiendo el camino en la parte posterior del faro, desde sus alrededores se obtienen vistas panorámicas de la isla. Desde lo alto, y sobre todo en la parte posterior, hay algunas formaciones resistentes de roca en el mar, que dan su nombre al archipiélago, Los Roques.